# Upper Peninsula

Regionalizacja stanu Michigan; zaznaczony m.in. półwysep Upper Peninsula

Upper Peninsula (z ang. „Półwysep Górny”; również Upper Michigan, the U.P.) – półwysep śródlądowy w Ameryce Północnej, ograniczony przez Jezioro Górne od północy, rzekę St. Marys od wschodu oraz jeziora Michigan i Huron od południa.
Upper Peninsula stanowi jedną z dwóch części amerykańskiego stanu Michigan, położoną na północ od półwyspu Lower Peninsula, z którym połączona jest Mostem Mackinac. Półwysep od zachodu graniczy ze stanem Wisconsin.

## Geografia
Powierzchnia całkowita półwyspu wynosi 42 420 km², co stanowi 1/3 całej powierzchni stanu Michigan, lecz mieszka na nim jedynie 3% całej populacji stanu. Na półwyspie jest około 4300 jezior, z których największym jest Lake Gogebic, oraz 19 tys. km rzek i strumieni.
Teren półwyspu można podzielić na dwie części: płaską i błotnistą część wschodnią oraz posiadającą twardsze podłoże i bardziej górzystą część zachodnią. W zachodniej części znajduje się najwyższy punkt całego stanu Michigan – góra Arvon (602 m n.p.m.). Oprócz tej góry znajdują się tam również góry Porcupine i Huron.